# Hermann Tunica

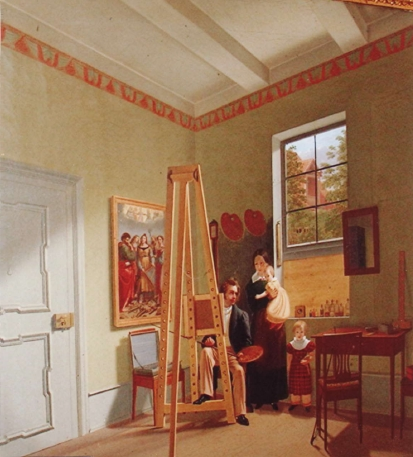
Hermann August Theodor Tunica auf dem Gemälde im Maleratelier von Johann Christian Ludwig Tunica, mit Frau und Tochter Minna Tunica. An der Wand ist das Gemälde „Die Heilige Cecilie“ zu sehen.

Hermann August Theodor Tunica (* 9. Oktober 1826 in Braunschweig; † 11. Juni 1907 ebenda) war ein deutscher Maler. Er ist der Sohn von Christian Tunica.
Tunica absolvierte seine Ausbildung unter anderem in Brüssel und Paris, wo er die Schlachtenbilder von Horace Vernet studierte und kopierte. In den Alpen malte er nach der Natur, bevor er nach Braunschweig zurückkehrte und zunächst als freischaffender Maler, dann – nach finanziellen Schwierigkeiten und Depressionen – als Zeichenlehrer an verschiedenen Schulen arbeitete. 
Tunica schuf Porträts und Historienbilder, unter anderem ließen sich König Friedrich Wilhelm IV. und König Georg V. von ihm malen. 1881 wurde er zum Hofmaler ernannt. 